# Casa de raport cu magazin la parter de pe str. București, 67 (Chișinău)
Casa de raport cu magazin la parter de pe str. București, 67 este o clădire amplasată pe str. București, 67 în Chișinău, Republica Moldova. Este un monument istoric și arhitectural de importanță națională inclus în Registrul monumentelor Republicii Moldova ocrotite de stat cu nr. 69 (municipiul Chișinău). Datează de la înc. sec. XX.